# Альджан
Альджан (перс. الجان) — село в Ірані, у дегестані Хурге, у Центральному бахші, шахрестані Магаллат остану Марказі. За даними перепису 2006 року, його населення становило 13 осіб, що проживали у складі 4 сімей.

## Клімат
Середня річна температура становить 13,27 °C, середня максимальна – 31,78 °C, а середня мінімальна – -8,17 °C. Середня річна кількість опадів – 203 мм.
| Клімат поселення                              | Клімат поселення | Клімат поселення | Клімат поселення | Клімат поселення | Клімат поселення | Клімат поселення | Клімат поселення | Клімат поселення | Клімат поселення | Клімат поселення | Клімат поселення | Клімат поселення | Клімат поселення |
| Показник                                      | Січ.             | Лют.             | Бер.             | Квіт.            | Трав.            | Черв.            | Лип.             | Серп.            | Вер.             | Жовт.            | Лист.            | Груд.            |                  |
| Середній максимум, °C                         | 8,74             | 10,50            | 14,98            | 20,66            | 25,25            | 30,49            | 31,78            | 30,92            | 27,12            | 21,20            | 14,82            | 8,87             |                  |
| Середня температура, °C                       | 0,28             | 2,05             | 6,53             | 12,20            | 16,81            | 22,04            | 25,88            | 25,01            | 21,22            | 15,30            | 8,92             | 2,97             |                  |
| Середній мінімум, °C                          | −8,17            | −6,4             | −1,94            | 3,75             | 8,35             | 13,57            | 19,98            | 19,11            | 15,33            | 9,40             | 3,02             | −2,93            |                  |
| Норма опадів, мм                              | 32               | 31               | 38               | 26               | 18               | 2                | 1                | 1                | 0                | 8                | 19               | 27               |                  |
| Середньомісячна швидкість вітру, м/с          | 1.32             | 2.00             | 2.56             | 2.86             | 2.66             | 2.48             | 2.49             | 2.32             | 2.16             | 2.21             | 1.79             | 1.33             |                  |
| Середньомісячна сонячна радіація, кДж/м²·день | 9670             | 12981            | 15410            | 18710            | 22633            | 26734            | 25914            | 24313            | 21236            | 15832            | 11396            | 9396             |                  |
| --------------------------------------------- | ---------------- | ---------------- | ---------------- | ---------------- | ---------------- | ---------------- | ---------------- | ---------------- | ---------------- | ---------------- | ---------------- | ---------------- | ---------------- |
| Джерело:                                      |                  |                  |                  |                  |                  |                  |                  |                  |                  |                  |                  |                  |                  |